# Campbell Valley
Das Campbell Valley ist ein vereistes Tal mit ostwestlicher Ausrichtung im westantarktischen Marie-Byrd-Land. Es liegt zwischen der Hauptgruppe der Crary Mountains und dem Gebirgskamm Boyd Ridge.
Der United States Geological Survey kartierte das Tal anhand eigener Vermessungen und Luftaufnahmen der United States Navy aus den Jahren zwischen 1959 und 1966. Das Advisory Committee on Antarctic Names benannte es 1967 nach Wallace Hall Campbell (* 1926), Ionosphärenphysiker auf Macquarie Island (1961–1962) und auf der McMurdo-Station (1964–1965).